# 1936年6月19日日食
1936年6月19日日食是一次日全食，發生於1936年6月19日（北美洲北部的部分日偏食區域為6月18日）。新月當天（即朔日），地球上觀測到月球和太阳的角距離極小，此時月球如果恰好在月球交點附近，穿過太阳和地球之間，與地球、太阳接近一直線，則會出現日食。月球本影接觸地表而使該區域完全得不到陽光，就會形成日全食，同時在本影兩側數千公里的半影範圍內遮擋部分陽光，形成日偏食。此次日全食經過了希腊、土耳其、苏联、中国和日本，日偏食則覆蓋了歐亞大陸的大部分區域及周邊部分地區，苏联和日本等國境內均有本國及外國科學家做了觀測，而由於中国的日全食出現區域遠在邊疆，且處於當時被满洲国控制的區域，所以中国科學家並未在國內觀測，而前往苏联和日本觀測。

## 日食概況

### 出現區域
意大利與利比亚之間的地中海海域最先看到日全食，然後月球本影經過希腊，跨過爱琴海後穿過土耳其，再斜穿黑海進入苏联，向東貫穿苏联領土（今俄罗斯聯邦和哈萨克斯坦部分），在伊尔库茨克州下伊利姆斯克區東南部達到最大食分。隨後本影向東南移動，在中蘇邊境地區兩次劃過中國東北地區，又跨越日本海，經過日本北海道，最終結束於西北夏威夷群島庫雷環礁西南約370公里、緊挨國際日期變更線西側的北太平洋洋面。全食帶均在國際日期變更線以西，在6月19日看到日全食或日環食。
本影經過的陸地包括：
- 希臘王國：覆蓋了伯罗奔尼撒半島南部、阿提卡半島南部、优卑亚岛東南部、基克拉澤斯群島北部、莱斯沃斯岛南部至希俄斯岛之間的北愛琴海諸島，其中雅典處於全食帶北緣，市區東南部能看見全食，是此次全食帶涉及的唯一首都；
- 土耳其：伊茲密爾省北部、马尼萨省北部、巴勒克埃西爾省中南部、屈塔希亞省西北部、布爾薩省除西北角外的大部、亞洛瓦省東南部、比萊吉克省除東南部外的大部、科贾埃利省中南部、薩卡里亞省除西北角外的大部、博盧省北部、博盧省北部、迪兹杰省、宗古爾達克省、卡拉比克省中北部、巴爾滕省、卡斯塔莫努省北部、錫諾普省西北角；
- 苏联：
  - 俄罗斯社会主义联邦苏维埃共和国：本影第一次進入俄罗斯時自西向東穿過亞速海－黑海邊疆區（俄语：Азово-Черноморский край）中部偏南（今克拉斯諾達爾邊疆區中部偏南、阿迪格共和国中北部、罗斯托夫州東南部）、斯塔夫罗波尔边疆区西北部、卡爾梅克蘇維埃社會主義自治共和國（今卡尔梅克共和国）中部偏北、阿斯特拉罕州中部偏北，其後進入哈萨克，第二次進入時穿過奧倫堡州東部、巴什基爾蘇維埃社會主義自治共和國（今巴什科尔托斯坦共和国）南端、車里雅賓斯克州南端，其後再進入哈萨克，第三次進入時穿過鄂木斯克州南部、新西伯利亞州中部偏北、托木斯克州南部、科麦罗沃州北部、克拉斯諾亞爾斯克邊疆區南部、伊尔库茨克州中部、赤塔州中部（今屬外貝加爾邊疆區），擦過阿穆尔州西南角後進入中國，再第四次進入俄羅斯，穿過阿穆尔州南部、犹太自治州北部、哈巴羅夫斯克邊疆區南部、滨海边疆区東北部，其中最大食分位於伊尔库茨克州尼日涅利姆縣東南部；
    - 哈薩克自治社會主義蘇維埃共和國（隸屬蘇維埃俄羅斯，今哈萨克斯坦）：本影從俄罗斯第一次進入哈萨克時經過阿特勞州西北角、西哈薩克斯坦州東南部、阿克托貝州西北角，其後再從俄罗斯第二次進入時穿過庫斯塔奈州北部、北哈薩克斯坦州中北部；
- 中國：本影第一次入境經過其時由满洲国控制的興安北省北端、黑河省北部、興安東省北端、龍江省北端（今内蒙古自治区東北端和黑龙江省西北部），第二次入境擦過三江省東北端黑龙江和乌苏里江交匯處（今黑龙江省東北端）；
- 大日本帝国：樺太廳的海馬島（即今俄罗斯莫涅龍島）除北端外的大部分，以及北海道北部，含禮文島、利尻島和今俄罗斯控制的國後島南部、齒舞群島。[3][4]

除了上述狹窄的全食帶內能看到日全食之外，月球半影覆蓋範圍內都能看到日偏食，包括除伊比利亞半島外的欧洲大部、非洲北部、除南部外的亚洲大部、北美洲北部和太平洋西北部諸島嶼。
月球在其軌道上自西向東轉動，發生日食時，月球在地球表面的陰影也大多自西向東移動，而從地球上看，太阳的西側先被月球遮掩，然後逐漸向東。但此次日食發生在北半球的夏季，地軸北端向太阳方向傾斜，月球半影北端經過了晨昏圈最北端附近的區域，因而在冰岛、格陵兰、加拿大北部等被半影覆蓋、看到日偏食的區域內，月影在地表自東向西移動，地面上看到的太阳東側最先被月球遮掩。全食帶及多數偏食區域內的日食都發生在6月19日，而北美洲西北部的部分地區在6月18日看到日偏食，更有加拿大東北部處於極晝的部分地區的日偏食在6月18日子夜前不久開始，在6月19日凌晨結束。

### 基本參數
- 類型：日全食
- 食甚中心處（位於苏联伊尔库茨克州尼日涅利姆縣東南部）資料：
  - 時間：1936年6月19日5:20:07.4
  - 地點：56°7.9′N 104°42.5′E / 56.1317°N 104.7083°E
  - 食分：1.0329（全食帶內最大）
  - 日全食持續時間：2分31.4秒

## 觀測

天文學家在土耳其烏盧山觀測本次日全食

地球繞太阳、月球繞地球公转及月球交點的移動均有規律，只要數據足夠準確，就能夠精確計算出過去及將來的日食，也能為日食觀測提前做準備。日全食發生時，在月球本影區域內，月球完全遮蔽了太阳的光球部分，在短暫的時間內出現類似黑夜的景象。比光球暗得多、平時無法看見的色球、日冕和日珥都在此時出現，在日冕儀發明之前，這是研究太陽大氣的唯一機會，因此日全食觀測以此為重點。而在本影以外數千公里的半影區域內，月球只遮擋了部分陽光，發生日偏食，並未形成類似黑夜的景象，能看到的只是太阳形狀有所殘缺，色球、日冕和日珥等光球以外的部分仍然無法看到。

### 蘇聯
除了只有在人煙稀少的北冰洋沿岸才能看見的1927年6月29日的日全食，這是苏联成立以來第一次能在境內看到的日全食（上一次在1914年）。共有28支苏联國內的觀測隊（包括17支天文觀測隊和11支地球物理觀測隊）和來自法国、英国、美国、意大利、捷克斯洛伐克、瑞典、荷兰、中国、日本、波兰的12支國際觀測隊在苏联境內觀測。隊伍中共有370名天文學家，為了向其中70名外國人提供便利，聯共（布）中央出台政策，將鐵路和水路交通費用降低50%。蘇聯科學院成立了特別委員會，為此次日食準備了2年。政府則在1934、1935、1936年分別募集了6萬、36.5萬、40萬盧布。列寧格勒天文研究所的專家製造了6臺直徑100毫米、焦距5米的日冕儀，配備給普爾科沃天文台、斯騰伯格天文研究所、全聯盟天文與大地協會莫斯科分會、哈爾科夫國立大學天文研究所、瓦西里·巴甫洛維奇·恩格爾哈特天文台和烏盧格別克天文研究所。除地面觀測外，科學家還用氣球和飛機做了觀測。
其中，普爾科沃天文台及其锡梅伊兹分台（今克里米亞天文台）共派出了3支觀測隊。第一支由蘇聯科學院日食觀測特別委員會主席博里斯·佩特羅維奇·格拉西莫夫帶領，前往奧倫堡州阿克布拉克，研究色球層和日珥；第二支由加夫里爾·阿德里亞諾維奇·季霍夫帶領，前往奧倫堡州薩拉；第三支由因諾肯季·安德列耶維奇·巴拉諾夫斯基帶領，前往鄂木斯克，研究日冕。斯騰伯格天文研究所的觀測隊前往古比雪夫卡（今阿穆爾州别洛戈尔斯克）郊外的村莊博奇卡廖夫（Бочкарёв），研究色球和日冕的光譜、日冕的偏振以及相對論提出的光在引力場彎曲的現象。哈爾科夫天文台的觀測隊由尼科萊·帕夫洛維奇·巴拉巴紹夫帶領，前往克拉斯諾達爾邊疆區的別洛列琴斯克，研究日冕的光度、偏振及色球光譜。喬治亞國家天文物理台的觀測隊研究日冕輻射。全聯盟天文與大地協會莫斯科分會的觀測隊做了標準日冕儀觀測，並帶領了全國的業餘觀測。瓦西里·巴甫洛維奇·恩格爾哈特天文台的觀測隊前往庫斯塔奈州，用衍射光柵研究日冕的可見光譜，並用標準日冕儀拍攝了日冕照片。
唐納德·霍華德·門澤爾帶領24人的美国觀測隊與普爾科沃天文台的觀測隊偕同前往阿克布拉克，而焦爾焦·阿貝蒂帶領的意大利阿切特里天文台的4名天文學家則與普爾科沃天文台的另一支觀測隊偕同前往薩拉。

### 日本
日本國內向北海道派了20支天文學觀測隊和18支地球物理學觀測隊，此外還有英国、美国、印度、中国、捷克、波兰的觀測隊也前往北海道，結果成敗不一。枝幸郡的海濱村莊枝幸村在1896年8月9日也曾有過一次日全食，接待過許多外國科學家，因此儘管交通不太便利，仍有京都大學大學院理學研究科附屬花山天文台和中国的觀測隊選擇該地。

### 中國
1934年11月，紫金山天文台建成不久，天文學家高魯發起組織了中國日食觀測委員會，籌備1936年和1941年的兩次日全食觀測（此後1943年雖也有日全食經過中國東北地區、苏联和日本，但中国並無觀測計劃，亦無實際觀測活動）。委員會由蔡元培任會長，高魯任秘書長，設在天文研究所內。籌備期間先後向政府請求撥款3萬，又從英法美庚款委員會獲12萬補助。此次日全食雖然也經過中国，但位於東北的中蘇邊境，較為偏遠，且其時當地已被满洲国控制，最終派了2支觀測隊出國觀測。這是中國科學觀測隊首次前往國外觀測。
其中一支觀測隊僅有張鈺哲、李珩兩人，前往苏联西伯利亚，最初計劃去天氣條件較好的奧倫堡州，但受天氣和時間所限最終選擇伯力。二人於5月31日從上海乘輪船先到日本，後轉乘火車到敦賀市再乘船，於6月9日到苏联海參崴，停留2天後於6月11日乘國際列車抵達伯力。觀測隊的目標包括攝取日冕影像、測定日食時刻，並將全食時天空的暗黑程度與薄暮天色相對比。日全食當天，儘管早晨和中午均為晴天，但下午日食期間均被雲層遮擋，傍晚還下了暴雨，觀測未獲成功。
另一支觀測隊由余青松帶領陳遵媯、鄒儀新、魏學仁、沈璿、馮簡共6人，前往日本北海道。觀測隊於6月3日從南京啟程，6月8日夜晚到东京，次日前往北海道，於6月11日中午抵達枝幸村。當地恰好在1896年8月9日也曾有過一次日全食，接待過許多外國科學家。觀測隊的目標包括攝取日冕影像、攝取電影以向公眾放映，並為1941年的日全食觀測積累經驗。日食當天最初有雲，但太阳在食既之前露出雲層，最終成功攝取3枚普通日冕影像、1枚紫外線片日冕影像及3組電影。
此次南京只能看到日偏食，儘管觀測價值不大，留在南京的高平子和李铭忠仍記錄了日食的時刻，以檢驗此前計算的準確度。

## 軼聞
苏联作家马克西姆·高尔基逝世於1936年6月18日，此次日食恰在其後一天發生。葬禮那天，《真理报》刊登了米哈伊爾·阿爾卡季耶維奇·斯韋特洛夫獻給高爾基的詩歌，其中寫道：「失落的暮色伴隨著日食……」

## 相關的日食

### 1935-1938年的日食
月球交替位於相對的月球交點時，以半個交點年（食年），即約177天又4小時間隔出現下列日食。
註：1935年2月3日和1935年7月30日的日偏食屬於上一組交點年系列。
| 升交點   | 升交點                    |          | 降交點                   | 降交點 |
| 沙羅周期 | 地圖                      | 沙羅周期 | 地圖                     |        |
| 111      | 1935年1月5日 偏食（南）   | 116      | 1935年6月30日 偏食（北） |        |
| 121      | 1935年12月25日 環食       | 126      | 1936年6月19日 全食       |        |
| 131      | 1936年12月13日 環食       | 136      | 1937年6月8日 全食        |        |
| 141      | 1937年12月2日 環食        | 146      | 1938年5月29日 全食       |        |
| 151      | 1938年11月21日 偏食（北） |          |                          |        |

### 沙羅週期
沙羅週期長度為18年11天。本次日食屬於沙羅序列126，共包含72次日食，依次為1179年3月10日至1305年5月24日的8次日偏食、1323年6月4日至1810年4月4日的28次日環食、1828年4月14日至1864年5月6日的3次全環食（亦稱混合食）、1882年5月17日至2044年8月23日的10次日全食、2062年9月3日至2459年5月3日的23次日偏食，總共歷時1280.14年。其中最長的全食發生於1972年7月10日，共持續了2分36秒。
下表列舉了1901年至2100年間發生的屬於該周期的日食，是第39至49次：
| 42            | 43            | 44            |
| ------------- | ------------- | ------------- |
| 1918年6月8日  | 1936年6月19日 | 1954年6月30日 |
| 45            | 46            | 47            |
| 1972年7月10日 | 1990年7月22日 | 2008年8月1日  |
| 48            | 49            | 50            |
| 2026年8月12日 | 2044年8月23日 | 2062年9月3日  |
| 51            | 52            |               |
| 2080年9月13日 | 2098年9月25日 |               |

## 資料來源
1. 1 2  樊忠玉. . 中国天文科普网.   [2015-07-11]. （原始内容存档于2014-09-17）.
2. 1 2  Fred Espenak. . NASA Eclipse Web Site.   [2015-07-11]. （原始内容存档于2016-03-04）.（英文）
3. ↑  Fred Espenak. . NASA Eclipse Web Site.   [2015-07-11]. （原始内容存档于2016-03-03）.（英文）
4. ↑  Xavier M. Jubier. .   [2016-01-10]. （原始内容存档于2017-11-29）.（法文）（英文）
5. ↑  Fred Espenak. . NASA Eclipse Web Site.   [2013-04-14]. （原始内容存档于2008-08-29）.（英文）
6. 1 2  М. Н. Гневышев. Свершения и тревоги Пулкова (Страницы воспоминаний) （页面存档备份，存于）. // Историко-астрономические исследования. — М., 1983. — Вып. 21. — С. 342—368.（俄文）
7. ↑  Сергей Беляков. . Естественнонаучный музейно-образовательный центр «Ивановский музей камня». 2012  [2014-12-11]. （原始内容存档于2015-07-08）.（俄文）
8. ↑  О приезде в СССР иностранных астрономических экспедиций для наблюдения солнечного затмения （页面存档备份，存于）. Протокол заседания Политбюро № 38, 3 апреля 1936 г. / В кн.: АКАДЕМИЯ НАУК В РЕШЕНИЯХ ПОЛИТБЮРО ЦК РКП(б)-ВКП(б)-КПСС. 1922—1991/ 1922—1952. М.: РОССПЭН, 2000. — 592 с. — Тир. 2000 экз. — Сост. В. Д. Есаков.（俄文）
9. ↑  Субстратостат над Омском // Омская правда. — 21 июня 1936 года.（俄文）
10. ↑  К. П. Станюкович. Подъем на самолете для наблюдения полного солнечного затмения 19 июня 1936 г./ Мироведение. — 1936. — Т.25. — № 5. — С. 22—25. （俄文）
11. ↑  Б. П. Герасимович. О подготовке к наблюдениям полного солнечного затмения 19 июня 1936 г. （页面存档备份，存于） / Вестник АН СССР. — № 9. — 1935. — С. 1—16.（俄文）
12. ↑  .   [2015-07-08]. （原始内容存档于2009-08-09）.（俄文）
13. 1 2  江曉原、吳燕.  (PDF). 河北大學出版社. 2004-01. ISBN 7-81028-974-8.[]
14. ↑  . 央視網.   [2015-07-10]. （原始内容存档于2015-07-10）.
15. ↑  Лазарь Шерешевский. . Дружба Народов. 2002  [2015-07-07]. （原始内容存档于2015-07-07）. И затмению Солнца сопутствует сумрак утраты…（俄文）
16. ↑  Espenak, Fred. . NASA Eclipse Web Site （英语）.

## 外部連結
- NASA日食專頁（页面存档备份，存于）（英文）
- 可見區域圖和時間統計：由弗雷德·埃斯佩纳克做出的日食預報，NASA/GSFC
  - Google互動地圖呈現的日食範圍
  - 貝塞爾元素
- Google地圖顯示的日全食和日偏食範圍（页面存档备份，存于）（法文）（英文）
- 1936年6月19日的日全食圖片（页面存档备份，存于）（俄文）
- 哈萨克斯坦的全食帶地圖（页面存档备份，存于）（俄文）

| \| \| 日食 \|                              |                              |                                            |
| 上一次日食： 1935年12月25日日食 （日環食） | 1936年6月19日日食 （日全食） | 下一次日食： 1936年12月13日日食 （日環食） |
| 上一次日全食： 1934年2月14日日食           | 1936年6月19日日食 （日全食） | 下一次日全食： 1937年6月8日日食            |
|                                            | 日食                         |                                            |